# イオンスーパーセンター加美店
イオンスーパーセンター加美店（イオンスーパーセンターかみてん）は、宮城県加美町にある、イオン東北株式会社が管理・運営するショッピングセンターである。 

## 沿革
イオン株式会社による当地への出店申請が行われたのは平成16年11月17日で、店舗面積21,848㎡平方メートル、開店は2005年10月の予定とされた。
2005年10月、イオン株式会社が運営（当時）する「イオンスーパーセンター加美店」と、大創産業が運営する「ダイソーイオンSC加美店」、不二家が運営する「不二家 イオンSuC加美店」を核店舗として開業した。

## テナント
ここでは現在のテナントを紹介する
- ダイソーイオンsc加美店
- ビュティーアップ加美店
- コインランドリーアクア イオンスーパーセンター加美店
- 不二家 イオンSuC加美店
- パソコン教室わかるとできる加美町校
- イオン加美チャンスセンター
- ゲームランドプレーゴ加美店